# 张东官
张东官，清朝初年乾隆年间乾隆皇帝御膳房内第一御厨，曾于南京任职大厨。善于对豆腐的烹饪。

## 名菜
- 蘇造肉

## 影视形象
- 中國電視劇滿漢全席，由徐崢出演。
- TVB剧集金玉满堂以其为原型加工形象为戴东官，由欧阳震华出演。
- 電視劇延禧攻略曾提及他，但未實際於劇中出場。